# Listă de animale dispărute
Aceasta este o listă de specii de animale care au dispărut de pe Terra.

## Preistorice
- Dinozaur
- Mamut
- Tigrul cu colți sabie

## Recente

### Nevertebrate
Trilobiții. Apăruți la sfârșitul Precambrianului, trilobiții putem spune că au fost artropodele cu cel mai mare succes în viața acvatică. Au populat mările timp de aproximativ 2 miliarde de ani. Foarte înrudiți cu diantenatele (crustacee), făceau parte din subîncregătura trilobitomorpha. Trăiau în grupuri deoarece reprezentau o pradă foarte ușoară pentru pești sau reptile marine și principala sursă de hrănire era formată din protozoare, larve de insecte etc.

### Vertebrate

#### Pești
- Megalodonul
- Cretoxyrhina

#### Amfibieni
- Broasca de munte de Australia
- Broasca cu nas ascuțit de Australia

#### Reptile
- Șopârla Hatteria

#### Păsări
- Porumbel călător
- Dodo
- Pinguinul mare
- Corcodelul Alaotra

#### Mamifere
- Bour
- Lupul marsupial
- Megaloceros giganteus
- Ibexul din Pirinei
- Rinocerul alb nordic

## Vezi și
- Lista animalelor dispărute din Europa
  - Lista animalelor dispărute din România
  - Cartea Roșie a Moldovei
- Lista animalelor dispărute din Oceania